# Persone di nome Andre
| Questa pagina contiene informazioni ricavate automaticamente dalle voci biografiche con l'ausilio del template Bio e di un bot. L'aggiornamento è periodico e automatico e ricostruisce completamente la pagina. Se manca una persona in questa lista, sei pregato di non aggiungerla, ma accertati piuttosto che la sua voce biografica contenga il template Bio e che i dati anagrafici siano correttamente compilati. Se il template Bio manca, inseriscilo tu stesso o, in alternativa, metti l'avviso {{tmp\|Bio}} che ne segnala la mancanza. Se i dati riportati sono sbagliati, correggi direttamente la voce biografica; le modifiche saranno visibili in questa lista entro pochi giorni. Per chiarimenti vedi il progetto antroponimi. La lista contiene solo le 115 persone che sono citate nell'enciclopedia e per le quali è stato implementato correttamente il template Bio. Pagina aggiornata al 6 ago 2025. |

Questa è una lista di persone presenti nell'enciclopedia che hanno il nome Andre, suddivise per attività principale.

## Allenatori di calcio(1)
- Andre Mijatović, allenatore di calcio e ex calciatore croato (Fiume, n. 1979)

## Arbitri di calcio(1)
- Andre El Haddad, ex arbitro di calcio libanese (Zahle, n. 1971)

## Astronauti(1)
- Andre Douglas, astronauta statunitense (Miami, n. 1985)

## Attori(5)
- Andre Braugher, attore statunitense (Chicago, n. 1962 - Los Angeles, † 2023)
- Brandon De Wilde, attore statunitense (Brooklyn, n. 1942 - Denver, † 1972)
- Andre Gregory, attore e regista francese (Parigi, n. 1934)
- Andre Kinney, attore statunitense (n. 1989)
- Andre Royo, attore statunitense (New York, n. 1968)

## Beatmaker(1)
- Dr. Dre, beatmaker, rapper e produttore discografico statunitense (Compton, n. 1965)

## Calciatori(22)
- Andre Akpan, ex calciatore statunitense (Grand Prairie, n. 1987)
- Andre Arendse, ex calciatore sudafricano (Città del Capo, n. 1967)
- Andre Blake, calciatore giamaicano (May Pen, n. 1990)
- Andre Brooks, calciatore inglese (Sheffield, n. 2003)
- Andre Burley, calciatore nevisiano (Slough, n. 1999)
- Andre Campbell, ex calciatore giamaicano (Portmore, n. 1989)
- Andre Clennon, calciatore giamaicano (Portmore, n. 1989)
- Tjay De Barr, calciatore gibilterriano (Gibilterra, n. 2000)
- Andre Dozzell, calciatore inglese (Ipswich, n. 1999)
- Andre Ettienne, ex calciatore trinidadiano (La Brea, n. 1990)
- Andre Fortune, calciatore statunitense (Raleigh, n. 1996)
- Andre Frolov, calciatore estone (Emmaste, n. 1988)
- Andre Gray, calciatore giamaicano (Wolverhampton, n. 1991)
- Andre Green, calciatore inglese (Solihull, n. 1998)
- Andre Hoffmann, calciatore tedesco (Essen, n. 1993)
- Andre Lewis, calciatore giamaicano (Spanish Town, n. 1994)
- Andre Manders, ex calciatore bermudiano (Hamilton, n. 1986)
- Andre Riel, calciatore danese (n. 1990)
- Andre Shinyashiki, calciatore brasiliano (San Paolo, n. 1997)
- Andre Toussaint, ex calciatore trinidadiano (n. 1981)
- Andre Wisdom, calciatore inglese (Leeds, n. 1993)
- Andre de Jong, calciatore neozelandese (Auckland, n. 1996)

## Cantanti(1)
- Andre Matos, cantante e pianista brasiliano (São Paulo, n. 1971 - São Paulo, † 2019)

## Cestisti(35)
- Andre Barrett, ex cestista statunitense (Bronx, n. 1982)
- Andre Brown, ex cestista statunitense (Chicago, n. 1981)
- Andre Collins, ex cestista statunitense (Crisfield, n. 1982)
- Andre Dawkins, ex cestista statunitense (Fairfax, n. 1991)
- Andre Drummond, cestista statunitense (Mount Vernon, n. 1993)
- Andre Emmett, cestista statunitense (Dallas, n. 1982 - Dallas, † 2019)
- Andre Gaddy, ex cestista statunitense (Brooklyn, n. 1959)
- Andre Goode, ex cestista statunitense (Rockford, n. 1963)
- Andre Hollins, ex cestista statunitense (Memphis, n. 1992)
- Andre Hutson, ex cestista statunitense (Trotwood, n. 1979)
- Andre Iguodala, ex cestista statunitense (Springfield, n. 1984)
- Andre Ingram, ex cestista statunitense (Richmond, n. 1985)
- Andre Jackson, cestista statunitense (Amsterdam, n. 2001)
- Andre Jones, cestista statunitense (Suffolk, n. 1990)
- Andre McCarter, ex cestista e allenatore di pallacanestro statunitense (Filadelfia, n. 1953)
- Andre McCollum, ex cestista e allenatore di pallacanestro statunitense (Durham, n. 1972)
- Andre Miller, ex cestista e allenatore di pallacanestro statunitense (Los Angeles, n. 1976)
- Andre Moore, ex cestista statunitense (Chicago, n. 1964)
- Andre Owens, ex cestista statunitense (Indianapolis, n. 1980)
- Andre Owens, ex cestista statunitense (Winston-Salem, n. 1971)
- Andre Patterson, ex cestista statunitense (Los Angeles, n. 1983)
- Lavor Postell, ex cestista statunitense (Albany, n. 1978)
- Andre Pärn, ex cestista estone (Rapla, n. 1977)
- A.J. Reeves, cestista statunitense (n. 1999)
- Andre Riddick, ex cestista statunitense (Brooklyn, n. 1973)
- Andre Smith, ex cestista giamaicano (Manchester, n. 1980)
- Andre Smith, ex cestista statunitense (Saint Paul, n. 1985)
- Andre Spencer, cestista statunitense (Stockton, n. 1964 - † 2020)
- Andre Spight, cestista statunitense (Burbank, n. 1995)
- Andre Stringer, ex cestista statunitense (Atlanta, n. 1991)
- Andre Turner, ex cestista statunitense (Memphis, n. 1964)
- Andre Wakefield, ex cestista statunitense (Chicago, n. 1955)
- Andre Williamson, cestista statunitense (Dayton, n. 1989)
- Andre Woolridge, ex cestista statunitense (Omaha, n. 1973)
- Andre Young, ex cestista statunitense (Albany, n. 1990)

## Compositori(1)
- Andre Hajdu, compositore e etnomusicologo ungherese (n. 1932 - Gerusalemme, † 2016)

## Cuochi(1)
- Andre Rush, cuoco e personaggio televisivo statunitense (Columbus, n. 1974)

## Disc jockey(1)
- ATB, disc jockey, musicista e produttore discografico tedesco (Freiberg, n. 1973)

## Doppiatori(1)
- Andre Stojka, doppiatore statunitense (Los Angeles, n. 1944)

## Giocatori di baseball(2)
- Andre Dawson, ex giocatore di baseball statunitense (Miami, n. 1954)
- Andre Ethier, ex giocatore di baseball statunitense (Phoenix, n. 1982)

## Giocatori di football americano(20)
- Andre Branch, giocatore di football americano statunitense (Virginia, n. 1989)
- Andre Caldwell, giocatore di football americano statunitense (Tampa, n. 1985)
- Andre Cisco, giocatore di football americano statunitense (New York, n. 2000)
- Andre Dillard, giocatore di football americano statunitense (Woodinville, n. 1995)
- Andre Ellington, giocatore di football americano statunitense (Moncks Corner, n. 1989)
- Andre Gurode, giocatore di football americano statunitense (Houston, n. 1979)
- Andre Hal, giocatore di football americano statunitense (Port Allen, n. 1992)
- Andre Hines, ex giocatore di football americano statunitense (Oakland, n. 1958)
- Andre Holmes, giocatore di football americano statunitense (Hoffman Estates, n. 1988)
- Andre James, giocatore di football americano statunitense (Herriman, n. 1997)
- Andre Johnson, ex giocatore di football americano statunitense (Miami, n. 1981)
- Andre Johnson, ex giocatore di football americano statunitense (Southampton, n. 1973)
- Andre Reed, ex giocatore di football americano statunitense (Allentown, n. 1964)
- Andre Rison, ex giocatore di football americano statunitense (Flint, n. 1967)
- Andre Roberts, giocatore di football americano statunitense (Columbia, n. 1988)
- Andre Smith, giocatore di football americano statunitense (Birmingham, n. 1987)
- Andre Tippett, ex giocatore di football americano statunitense (Birmingham, n. 1959)
- Andre Wadsworth, ex giocatore di football americano statunitense (Saint Croix, n. 1974)
- Andre Ware, ex giocatore di football americano statunitense (Galveston, n. 1968)
- Andre Williams, giocatore di football americano statunitense (Poughkeepsie, n. 1992)

## Kickboxer(1)
- Andre Mannaart, kickboxer e artista marziale misto olandese (Krommenie, n. 1960)

## Medici(1)
- Andre Waismann, medico israeliano (Brasile, n. 1958)

## Militari(1)
- Andre Lucas, militare statunitense (Washington, n. 1930 - Thua Thien, † 1970)

## Politici(1)
- Andre Dickens, politico statunitense (Atlanta, n. 1974)

## Produttori discografici(1)
- Andre Harrell, produttore discografico e rapper statunitense (Bronx, n. 1960 - West Hollywood, † 2020)

## Pugili(3)
- Andre Berto, pugile haitiano (Miami, n. 1983)
- Andre Dirrell, pugile statunitense (Flint, n. 1983)
- Andre Ward, ex pugile statunitense (San Francisco, n. 1984)

## Rapper(3)
- Dresta, rapper statunitense (Compton, n. 1971)
- Mac Dre, rapper statunitense (Oakland, n. 1970 - Kansas City, † 2004)
- A+, rapper statunitense (Hempstead, n. 1982)

## Sciatori alpini(2)
- Andre Arnold, ex sciatore alpino austriaco (n. 1955)
- Andre Horton, ex sciatore alpino statunitense (Anchorage, n. 1979)

## Scrittori(1)
- Andre Dubus III, scrittore statunitense (Oceanside, n. 1959)

## Scrittrici(1)
- Andre Norton, scrittrice statunitense (Cleveland, n. 1912 - Murfreesboro, † 2005)

## Sociologi(1)
- Andre Béteille, sociologo e saggista indiano (Chandannagore, n. 1934)

## Tennisti(2)
- Andre Agassi, ex tennista e allenatore di tennis statunitense (Las Vegas, n. 1970)
- Andre Begemann, tennista tedesco (Lemgo, n. 1984)

## Velocisti(3)
- Andre Cason, ex velocista statunitense (Virginia Beach, n. 1969)
- Andre De Grasse, velocista canadese (Scarborough, n. 1994)
- Andre Morris, ex velocista statunitense (n. 1972)

## Senza attività specificata(1)
- Andre Dubus, statunitense (Lake Charles, n. 1936 - Haverhill, † 1999)